# La travesía de Colón
La travesía de Colón o La travesía de Cristóbal Colón, también conocido en francés como La traversée de Christophe Colomb, es el vigésimo tercer álbum oficial en estudio del cantautor chileno Ángel Parra como solista. Fue lanzado originalmente en Chile y Francia en 1991, siendo su primer disco en estudio grabado en Chile luego de su retorno al país producto de su exilio en México y Francia en la época de la dictadura militar.
El álbum, que cuenta algunos pasajes de la historia de Cristóbal Colón y el Descubrimiento de América, está en su totalidad compuesto por Ángel Parra y el escritor español Ramón Chao.

## Lista de canciones
Toda la música compuesta por Ángel Parra y Ramón Chao. 
| La travesía de Colón |                                        |          |  |
| N.º                  | Título                                 | Duración |  |
| 1.                   | «Es fiesta mayor»                      | 3:50     |  |
| 2.                   | «No es amado el almirante»             | 3:36     |  |
| 3.                   | «Es genovés»                           | 1:54     |  |
| 4.                   | «Contaban los ancianos marineros»      | 1:39     |  |
| 5.                   | «Tienen noticias ciertas»              | 2:31     |  |
| 6.                   | «Portugal»                             | 1:55     |  |
| 7.                   | «Navegaron al sudeste»                 | 2:03     |  |
| 8.                   | «El almirante sospecha»                | 2:25     |  |
| 9.                   | «Hoy la brisa me es propicia»          | 5:18     |  |
| 10.                  | «Corsario de sucios mares»             | 1:22     |  |
| 11.                  | «Se oye el roce»                       | 4:07     |  |
| 12.                  | «Ataviado de gala / Llegan grupos» (*) | 3:47     |  |
| 13.                  | «Cantemos ahora todos»                 | 3:33     |  |
| 14.                  | «Haced que sol y luna»                 | 3:26     |  |
| 15.                  | «Se acabaron los dioses»               | 2:49     |  |
| 44:15                |                                        |          |  |

(*) En algunas versiones, esta pista es dividida en dos, una para cada canción, aumentando a 16 el número de canciones.

## Créditos
- Eugenio Tellez: pintura de cubierta